# Санкт-Флориан-ам-Инн
Санкт-Флориан-ам-Инн (нем. Sankt Florian am Inn) — ярмарочная коммуна (нем. Marktgemeinde) в Австрии, в федеральной земле Верхняя Австрия. 
Входит в состав округа Шердинг.  Население составляет 3059 человек (на 31 декабря 2005 года). Занимает площадь 24 км². Официальный код  —  41418.

## Политическая ситуация
Бургомистр коммуны — Франц Майрингер (СДПА) по результатам выборов 2003 года.
Совет представителей коммуны (нем. Gemeinderat) состоит из 25 мест.
- СДПА занимает 13 мест.
- АНП занимает 10 мест.
- АПС занимает 2 места.